# Lemförde

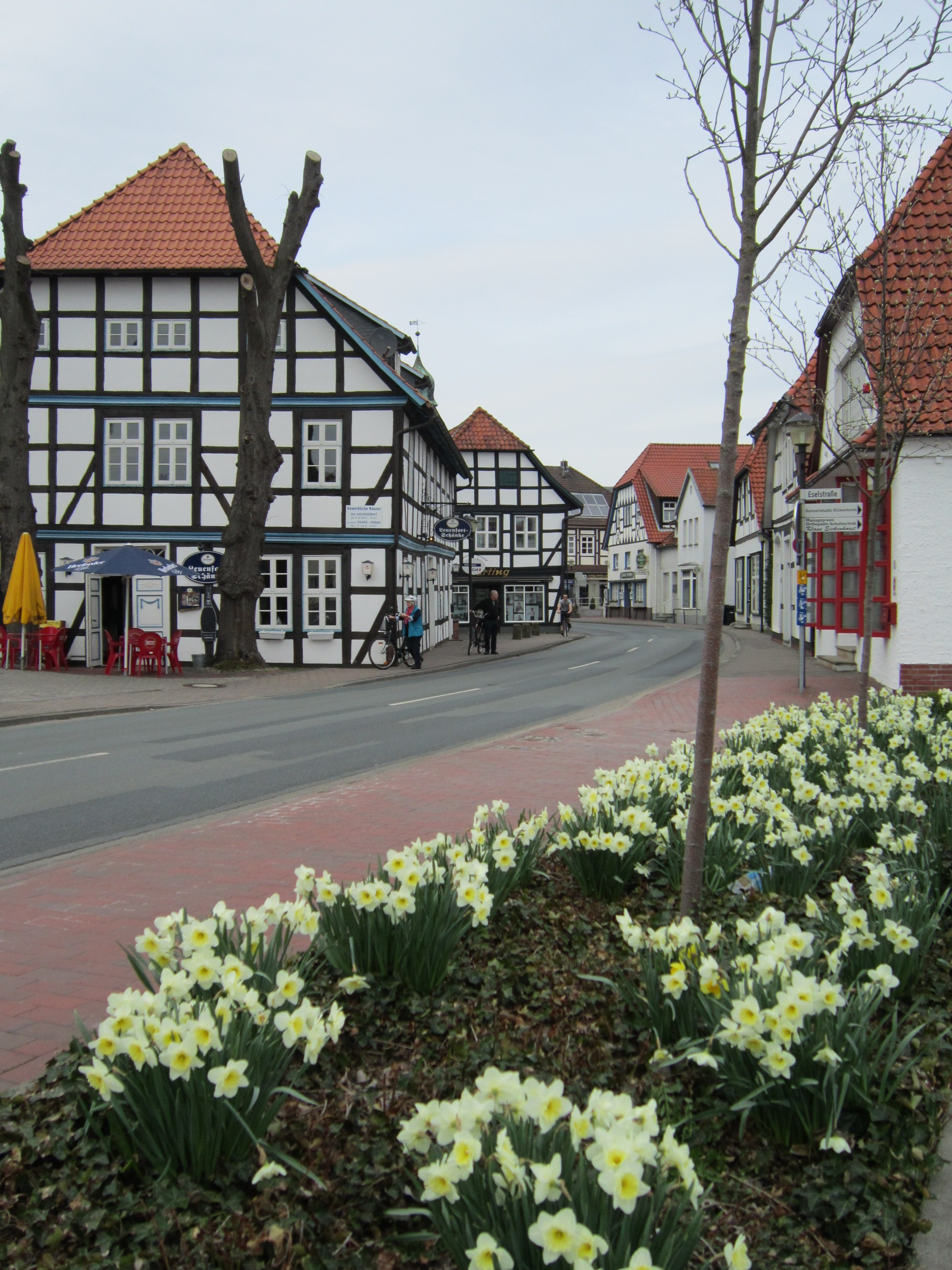
Hauptstraße in Lemförde

Lemförde (niederdeutsch Lemfouer) ist ein Flecken in der Samtgemeinde Altes Amt Lemförde im Landkreis Diepholz in Niedersachsen.

## Geographie

### Geographische Lage
Lemförde liegt im Naturpark Dümmer unweit des Dümmers und des Stemweder Berges zwischen Osnabrück und Bremen. Die Gemeinde ist Verwaltungssitz der Samtgemeinde Altes Amt Lemförde, mit den Orten Brockum, Hüde, Lembruch, Lemförde, Marl, Quernheim und Stemshorn.

## Klima
In Lemförde herrscht ein durch feuchte Nordwestwinde von der Nordsee beeinflusstes gemäßigtes Seeklima mit milden Wintern, warmen Sommern und ganzjährig gleichmäßig verteilten, mäßigen Niederschlägen. Die Sommer sind häufig trocken und sonnig, während im Winter gelegentlich Schnee fällt.
Im Jahre 2023 betrug die durchschnittliche Temperatur 11,2 °C. Sie ist tendenziell steigend. Sie betrug in den letzten zehn Jahren durchschnittlich 10,6 °C und in den letzten 100 Jahren waren es durchschnittlich 9,2 °C.
Zwischen Mai und August kann mit durchschnittlich 20–25 Sommertagen (klimatologische Bezeichnung für Tage, an denen die Maximaltemperatur 25 °C übersteigt) gerechnet werden.
Es gibt je nach Messmethode und Definition durchschnittlich etwa 1627–2275 Sonnenstunden pro Jahr.
Es fällt jährlich ca. 700 mm Niederschlag.

## Geschichte
Erstmals wurde die Gemeinde im Jahr 1248 urkundlich erwähnt. Zu früheren Zeiten trug der Ort den Namen Löwenförde, Leonis forda, Lauenfurth und wurde in späteren Zeiten, um eine Abgrenzung zum südniedersächsischen Flecken Lauenförde vorzunehmen, in Lemförde umbenannt.
Die erste Siedlung gehörte vermutlich zur Minden-Osnabrückschen Burg Sturenberg, die südlich des heutigen Lemförder Amtshofes gelegen haben soll. Im Zuge der Ausdehnung ihrer Herrschaft nach Süden, bauten die Grafen von Diepholz vor dem Jahre 1316 hier eine gegen das Bistum Minden gerichtete neue Burg, mit der sie den Zugang zur Herrschaft Diepholz aus Richtung Osnabrück kontrollieren konnten. 2016 ließ sich ein Vorgängerbau der Burg archäologisch nachweisen. Dieser wurde noch Anfang des 14. Jahrhunderts nach Süden erweitert, wozu man den Graben verfüllte und bis zu 1,8 m Lehm aufbrachte; die Burg wurde von einer etwa 1,5 m dicken Mauer geschützt, die 2 m aufragte, was in dem ebenen Gelände offenbar genügte. 22 größere Eichenpfosten trugen wohl ein größeres Gebäude. Möglicherweise ist diese Burg die 1248 nur als „Stu…erg“ unvollständig überlieferte Burg.
Während der dauernden Fehde zwischen dem Bistum Minden und der Herrschaft Diepholz im 15. bis 16. Jahrhundert unterstellt Diepholz seinen Besitz dem Kaiser und empfängt die Herrschaft als Lehen zurück. Mit dieser Reichsunmittelbarkeit beanspruchten die Diepholzer ab 1521 den Grafentitel – ab 1530 führten sie ihn. Ab 1403 diente die Burg Lemförde als Amtssitz; das Amt Lemförde unterteilt sich in die Vogtei Marl und die Vogtei am Berge.
Um erreichten Besitz zu sichern, bedarf es guter Verkehrsverbindungen: So bauten die Edlen von Diepholz das Teilstück des Weges von Osnabrück nach Bremen von ihrer Sicherungsbastion Lemförde im Süden bis nach Diepholz aus: Es war der Vorläufer der heutigen B 51. Damit war außerdem noch eine weitere Einnahmequelle verbunden, denn die Strecke über den Moorpass zwischen Stemweder Berg und Ochsenmoor war die kürzeste Verbindung von Osnabrück nach Bremen, und wer diese benutzen wollte, musste Wegegeld zahlen.
1629 wurde mit dem Vertrag von Nienburg der jahrhundertealte Streit zwischen dem Bistum Minden und der Grafschaft Diepholz um die Besitzansprüche am Stemweder Berg beendet: Auf dem Kamm des Stemweder Berges verlief fortan die Grenze zwischen diesen Herrschaftsgebieten – und diese Grenze hatte Bestand: Sie trennt heute den Kreis Minden-Lübbecke vom Landkreis Diepholz und damit auch die Bundesländer Nordrhein-Westfalen und Niedersachsen.
Nach dem Aussterben der Diepholzer Grafen fiel die Grafschaft Diepholz einschließlich Lemförde 1585 an das Herzogtum Braunschweig-Lüneburg.
Vom Dreißigjährigen Krieg schwer gezeichnet – die Burg wurde 1642 durch schwedische Truppen mit Ausnahme des Haupthauses zerstört – legte eine Feuersbrunst am 15. März 1655 die Kirche, das Pfarrhaus und zahlreiche Bürgerhäuser in Asche. Durch die Hilfe Herzog Christian-Ludwigs von Braunschweig sowie einiger Bürger und des Landdrosten zu Diepholz Adolph Friedrich Wolzan wurde der neue Kirchenbau in den folgenden vier Jahren realisiert. Am Sonntag Reminiscere des Jahres 1659 konnte sie, durch Johann Niemann, Superintendent zu Diepholz, feierlich eingeweiht werden.
Diese Kirche wurde 1889 abgerissen. Die heutige dritte, im neoromanischen Stil errichtete Kirche wurde 1890 eingeweiht und 1986 saniert. Die heutige Ausmalung entspricht wieder der Gestaltung der Gründerzeit.
1671 erfolgte der Umbau der 1642 zerstörten Burg zu einem Amtshof des Königreiches Hannover; dem Massivbau wurde in der Zeit von 1779 bis 1783 der vordere zweigeschossige Fachwerkbau angefügt. Aus der Landdrostei Lemförde wurde 1723 das kurfürstlich-hannoversche Amt Lemförde. 1859 wurde das Amt Lemförde aufgelöst und dem Amt Diepholz angegliedert.
Nach dem Untergang des Königreiches Hannover 1866 wechselte der Amtshof Lemförde mehrfach den Besitzer. 1937 wurde es vom Reichsarbeitsdienst für die weibliche Jugend genutzt; nach Kriegsende bezogen Diakonissen aus Vandsburg in Westpreußen den mittlerweile heruntergekommenen Amtshof. 1968 sollte dieser abgerissen werden. Der Abbruch scheiterte wegen der dabei entstehenden Kosten.
Mit der beginnenden Ortskernsanierung des Fleckens Lemförde ab 1990 wurde auch der Amtshof restauriert. Ab 2016 wird das Gebäude durch den Rathausanbau erweitert, um alle Ämter der Samtgemeinde „Altes Amt Lemförde“ wieder in einem „Amtshof“ unterzubringen.
Seit 1945 entwickelte sich der Flecken Lemförde vor allem durch die Ansiedlung von Industrieunternehmen von einem damals vorwiegend landwirtschaftlich geprägten Ort zu einer Industriegemeinde. Damit stieg auch die Bevölkerungszahl von 1.480 im Jahr 1945 (1937 waren es 857, der Anstieg war Evakuierten, Flüchtlingen und Vertriebenen zu verdanken) kontinuierlich auf nunmehr über 3.000 Einwohner.

## Politik

### Gemeinderat
Der Gemeinderat von Lemförde setzt sich aus 15 Ratsfrauen und Ratsherren zusammen:
- WfL (Zusammenschluss von CDU und FDP sowie freien Wählern) 9 Sitze
- SPD 6 Sitze

(Stand: Kommunalwahl 2021)

### Bürgermeister
Seit November 2013 ist Stephanie Budke-Stambusch Bürgermeisterin des Fleckens Lemförde.
Bisherige ehrenamtliche Bürgermeister:
- 2006–2013: Wilhelm Rümke (CDU)
- seit 2013: Stephanie Budke-Stambusch

### Wappen
Wappenbeschreibung
„In Rot ein auf grünem Boden schreitender, blau bewehrter, blau gezungter goldener Löwe.“
Als die Grafen von Diepholz 1316 im Ortsgebiet ihre Burg errichteten, wurde diese nach dem Löwen in ihrem Schildzeichen als Burg Leuenvorde benannt. Um ihre Residenz entwickelte sich in der Folgezeit ein Burgflecken, der später Amtssitz wurde. Da keine Ortssiegel aus älterer Zeit vorhanden sind, wird vermutet, dass die Siegelführung spätestens mit der Privilegienerteilung von 1611 vonstattenging. Die Herkunft des Löwen verweist auf die Grafen von Diepholz, seine Tingierung entspricht jedoch dem Welfenlöwen.

## Kultur und Sehenswürdigkeiten

### Bauwerke
In der Liste der Baudenkmale in Lemförde sind 19 Baudenkmale aufgeführt, darunter:

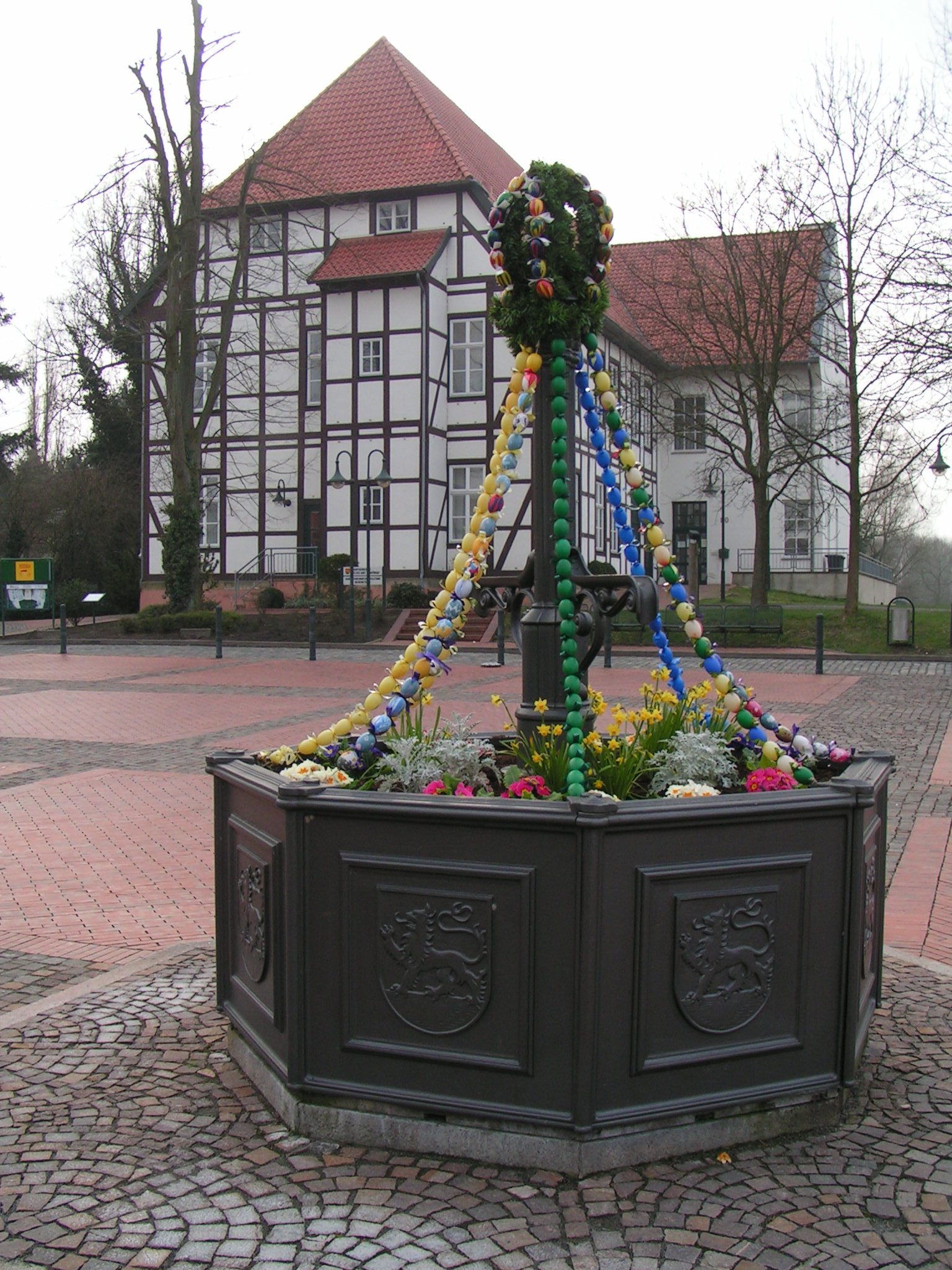
Amtshof mit österlich geschmücktem Brunnen

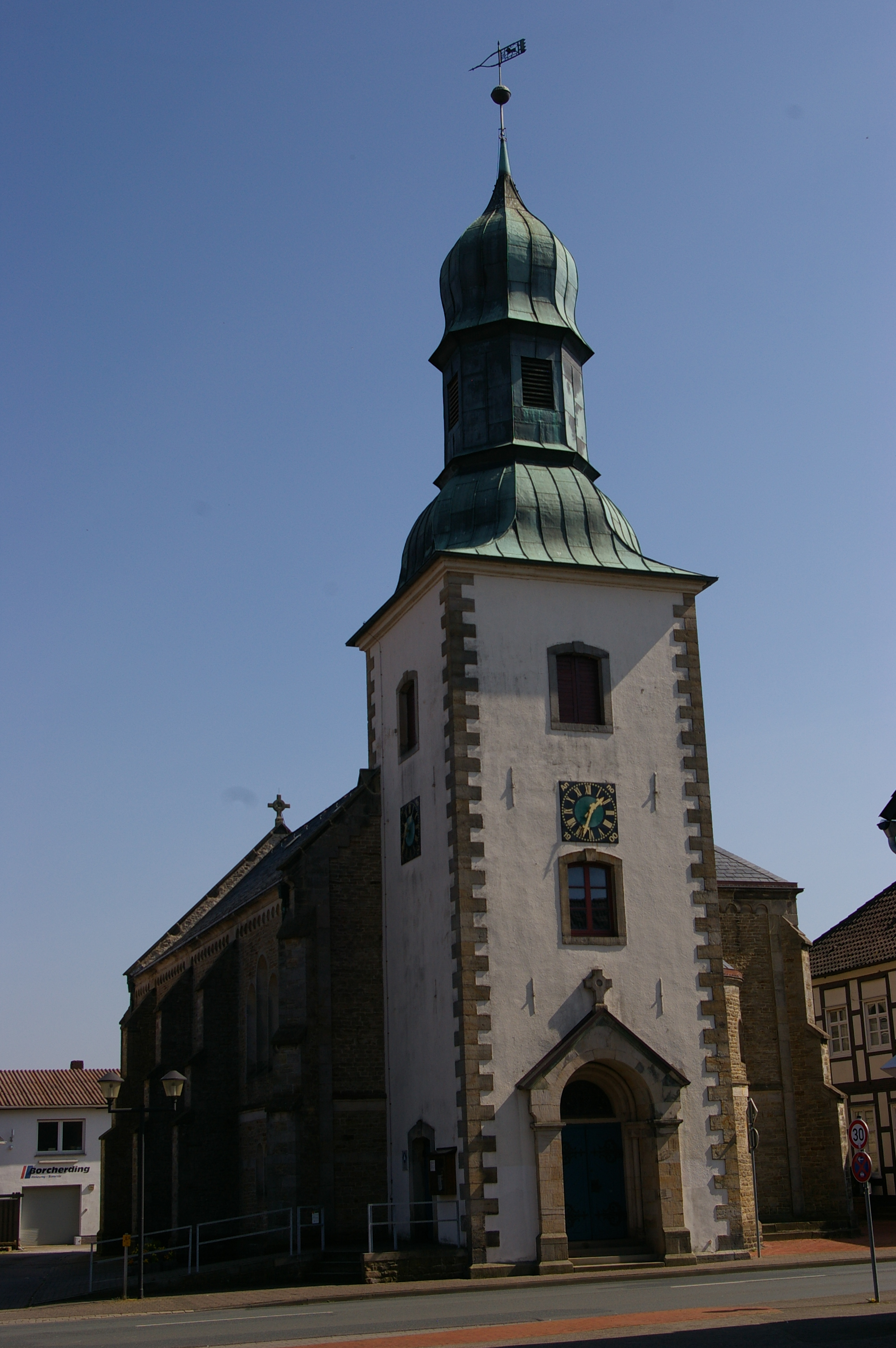
Kirche Lemförde

- Amtshof, ehemaliger Verwaltungssitz der Grafen von Diepholz.[8] Dieser besteht aus einem älteren Bruchsteinflügel, dessen Keller noch aus dem 14. Jahrhundert stammt, und einem 1779–1783 errichteten Fachwerkteil. An den steinernen Gebäudeteil muss früher ein weiterer Flügel angebaut gewesen sein. Der Rittersaal im Erdgeschoss wird heute für Veranstaltungen und für Eheschließungen genutzt; im Obergeschoss ist die Außenstelle der Samtgemeindeverwaltung mit Sozialamt, Ordnungsamt und Einwohnermeldeamt untergebracht. Im Keller ist ein Restaurantbetrieb. Der bestehende Amtshof wird seit 2016 durch einen Rathausanbau erweitert.
- Ehemalige Synagoge: 1817 erwarb die relativ große jüdische Gemeinde in Lemförde (1821 waren es rund 50 Personen, der Flecken hatte insgesamt ca. 700 Einwohner) von dem Bürger Friedrich Kämper das Gebäude und richtete dort ihr Bethaus ein. Am 10. November 1938 drangen SA-Mitglieder in das Gebäude ein, warfen das Mobiliar auf die Straße und verbrannten es. Ab 1943 gab es offiziell keine jüdische Synagogengemeinschaft mehr in Lemförde. Das Haus wird heute von Privatpersonen bewohnt.

- Ehemaliges Rathaus und Schule: 1818 erbaut, als Schule bis 1933 genutzt, heute Privatbesitz
- Ehemaliges Offiziershaus aus der Franzosenbesetzung in der Hauptstraße, heute Ladengeschäft und Wohnung, Privatbesitz
- Reste der mittelalterlichen Burgmauer mit Kerker
- Gasthof „Zum deutschen Haus“, heute ein griechisches Restaurant, eines der ältesten noch bestehenden Gasthäuser in Lemförde, daneben das seit 300 Jahren bestehende Gebäude der alten Löwenapotheke
- „Doktorhaus“ in der Doktorstraße – ursprünglich ein Haus aus dem 17. Jahrhundert mit aus dieser Zeit stammenden Tür im Stil des Barocks (Das haus wurde in den letzten Jahren abgerissen und wieder im vorherigen Stil aufgebaut.)
- „Zollhaus“ an der Marler Pforte, heute Sitz einer Versicherung

### Kunst im öffentlichen Raum
Im Lemförder Ortsbild gibt es zwei Kunstobjekte des Bildhauers Karl-Heinz Friedrich. Er hat sie in den 1980er-Jahren aus Bronze bzw. aus Bronze und Granit gestaltet:
- vor der Sparkasse die Bronzeskulptur Haubentaucher (1981)
- auf dem Raiffeisen-Parkplatz ein Brunnen aus Granit mit der Bronzeskulptur Silberreiher (1984)

## Wirtschaft und Infrastruktur

### Verkehr
Westlich der Gemeinde verläuft die Bundesstraße 51, (Bremen – Osnabrück).
Der Lemförder Bahnhof ⊙ an der Bahnstrecke Wanne-Eickel–Hamburg liegt auf der Gemarkung von Stemshorn. Am 15. Mai 1873 wurde der Personen- und Kohlenverkehr aufgenommen, der Bahnhof entwickelte überörtliche Bedeutung im Personen- und Postverkehr, zusätzlich verfügten einige Firmen über ein eigenes Anschlussgleis. Am 9. Dezember 1983 wurde ein neues Empfangsgebäude eröffnet, der alte Bahnhof 1986 abgebrochen. Heute verkehrt hier die Regionalexpress-Linie RE 9 (Osnabrück – Bremen – Bremerhaven).
Das Bahnhofsgebäude befindet sich seit 2016 im Besitz des Fleckens Lemförde.

### Ansässige Unternehmen

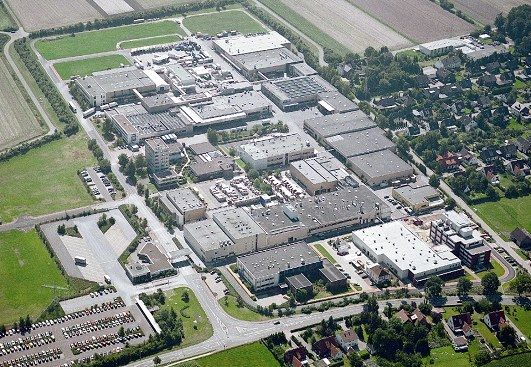
Gelände der BASF Polyurethanes

- BASF Polyurethanes, vormals Elastogran, BASF Gruppe: Hersteller von Kunststoffen und Zulieferer für Automobilhersteller mit ca. 1.600 Beschäftigten in Lemförde[10]
- Lemförder Orchideenzucht: Zucht und Verkauf von Orchideen an Privatkunden und Großmärkte
- ZF Lemförder GmbH

### Bildung
Am 4. November 2011 entschied der Kreistag des Landkreises Diepholz, die Oberschule Lemförde nach Walter von Sanden-Guja und dessen Ehefrau Edith zu benennen. Die Schule trägt seitdem den Namen Von-Sanden-Oberschule Lemförde.

## Persönlichkeiten
- Louis Kugelmann (* 19. Februar 1828 in Lemförde; † 9. Januar 1902 in Hannover), Arzt und Sozialdemokrat
- Jürgen Ulderup (1910–1991), Unternehmer und Gründer der Dr.-Jürgen-Ulderup-Stiftung mit Sitz in Lemförde